# Peravurani
Peravurani es una ciudad y nagar Panchayat situada en el distrito de Thanjavur en el estado de Tamil Nadu (India). Su población es de 22084 habitantes (2011). Se encuentra a 63 km de Thanjavur.

## Demografía
Según el censo de 2011 la población de Peravurani era de 22084 habitantes, de los cuales 10643 eran hombres y 11441 eran mujeres. Peravurani tiene una tasa media de alfabetización del 84,69%, superior a la media estatal del 80,09%: la alfabetización masculina es del 91,17%, y la alfabetización femenina del 78,73%.